# Ciclismo ai Giochi della XXXII Olimpiade - Cross country maschile
La gara di cross country maschile dei Giochi della XXXII Olimpiade si è svolta il 26 luglio 2021 su un percorso di 28,25 km all'Izu MTB Course situato a Izu, nella prefettura di Shizuoka. Alla gara hanno preso parte 38 atleti; il vincitore è stato il britannico Thomas Pidcock.

## Programma
Tutti gli orari sono UTC+9.
| Data                   | Ora   | Turno  |
| ---------------------- | ----- | ------ |
| Lunedì, 26 luglio 2021 | 15:00 | Finale |

## Percorso
I corridori affrontano un percorso di 28,25 km all'Izu MTB Course, composto da un primo giro di 1,3 km e poi sette giri da 4,1 km.

## Squadre e corridori partecipanti
Alla competizione hanno partecipato 38 ciclisti di 29 nazioni. Le prime due nazioni del ranking UCI di cross country (Svizzera e Italia) hanno schierato tre atleti, le nazioni dalla terza alla settima posizione due atleti, le nazioni dall'ottavo al ventunesimo posto uno, come anche le altre otto nazioni in gara.

## Ordine d'arrivo
| Pos. | N. gara | Ciclista                  | Nazione       | Tempo   | Distacco |
| ---- | ------- | ------------------------- | ------------- | ------- | -------- |
|      | 29      | Thomas Pidcock            | Gran Bretagna | 1:25:14 |          |
|      | 2       | Mathias Flückiger         | Svizzera      | 1:25:34 | +0:20    |
|      | 14      | David Valero              | Spagna        | 1:25:48 | +0:34    |
| 4    | 1       | Nino Schurter             | Svizzera      | 1:25:56 | +0:42    |
| 5    | 7       | Victor Koretzky           | Francia       | 1:26:00 | +0:46    |
| 6    | 13      | Anton Cooper              | Nuova Zelanda | 1:26:00 | +0:46    |
| 7    | 11      | Vlad Dascălu              | Romania       | 1:26:03 | +0:49    |
| 8    | 10      | Alan Hatherly             | Sudafrica     | 1:26:33 | +1:19    |
| 9    | 4       | Jordan Sarrou             | Francia       | 1:26:50 | +1:36    |
| 10   | 8       | Milan Vader               | Paesi Bassi   | 1:27:21 | +2:07    |
| 11   | 21      | Anton Sintsov             | ROC           | 1:27:41 | +2:27    |
| 12   | 17      | Filippo Colombo           | Svizzera      | 1:28:04 | +2:50    |
| 13   | 3       | Henrique Avancini         | Brasile       | 1:28:09 | +2:55    |
| 14   | 20      | Christopher Blevins       | Stati Uniti   | 1:28:13 | +2:59    |
| 15   | 25      | Jofre Cullell             | Spagna        | 1:28:16 | +3:02    |
| 16   | 30      | Martín Vidaurre           | Cile          | 1:28:33 | +3:19    |
| 17   | 31      | Max Foidl                 | Austria       | 1:28:45 | +3:31    |
| 18   | 24      | Jens Schuermans           | Belgio        | 1:29:07 | +3:53    |
| 19   | 19      | Bartłomiej Wawak          | Polonia       | 1:29:10 | +3:56    |
| 20   | 6       | Gerhard Kerschbaumer      | Italia        | 1:29:48 | +4:34    |
| 21   | 15      | Maximilian Brandl         | Germania      | 1:29:49 | +4:35    |
| 22   | 18      | Sebastian Fini Carstensen | Danimarca     | 1:30:28 | +5:14    |
| 23   | 23      | Gerardo Ulloa             | Messico       | 1:30:57 | +5:43    |
| 24   | 28      | Erik Hægstad              | Norvegia      | 1:31:14 | +6:00    |
| 25   | 12      | Luca Braidot              | Italia        | 1:31:30 | +6:16    |
| 26   | 27      | Peter Disera              | Canada        | 1:31:45 | +6:31    |
| 27   | 33      | Luiz Cocuzzi              | Brasile       | 1:32:21 | +7:07    |
| 28   | 22      | Manuel Fumic              | Germania      | 1:32:28 | +7:14    |
| 29   | 32      | Kohei Yamamoto            | Giappone      | 1:32:35 | +7:21    |
| 30   | 26      | Daniel McConnell          | Australia     | 1:33:12 | +7:58    |
| 31   | 37      | Alex Miller               | Namibia       | 1:34:26 | +9:12    |
| 32   | 35      | András Parti              | Ungheria      | 1:35:33 | +10:19   |
| 33   | 36      | Shlomi Haimy              | Israele       | 1:36:58 | +11:44   |
| 34   | 16      | Nadir Colledani           | Italia        |         | LAP      |
| 35   | 34      | Periklis Ilias            | Grecia        |         | LAP      |
| 36   | 38      | Zhang Peng                | Cina          |         | LAP      |
|      | 5       | Ondřej Cink               | Rep. Ceca     | DNF     |          |
|      | 9       | Mathieu van der Poel      | Paesi Bassi   | DNF     |          |